# Joachim Ludwig Schultheiß von Unfriedt
Joachim Ludwig Schultheiß von Unfriedt (* 1678 in Altruppin; † 10. Juni 1753 in  Königsberg i. Pr.) war ein Architekt und Baumeister in Ostpreußen.

## Leben
Ludwig von Unfriedt, wie er sich nannte, war das dritte Kind des neumärkischen Amtskammerrats und Kammermeisters zu Küstrin Joachim Scultetus und der Amalie Luise von Stosch. Die Familie stammte aus Schlesien, wo sie ihr Gut Bonendorf im Herzogtum Glogau der Kirche zu Sagan geschenkt und dafür ein Erbschulzenamt erhalten hatte. Unfriedt bezog 1689 die Brandenburgische Universität Frankfurt. Dann sandte ihn Kurfürst Friedrich III. von Brandenburg zum Studium nach Frankreich und Italien. Am 9. Januar 1702 bestallte er Unfriedt zum Königlich-Preußischen Ingenieur und Baumeister und übertrug ihm die Leitung des Bauamtes in Königsberg und damit die Oberaufsicht für das gesamte königliche Bauwesen in Ostpreußen. Daneben hatte Unfriedt auch private Auftraggeber wie Alexander zu Dohna-Schlobitten (1661–1728), dem er sein Schloss in Schlobitten entwarf. Von 1705 bis 1713 leitete Unfriedt den Umbau eines Seitenflügels des Königsberger Schlosses, später nach ihm Unfriedtbau benannt. König Friedrich Wilhelm I. beendete mit seiner Thronbesteigung dieses Projekt und entließ Unfriedt, der nach Berlin ging. Am 18. November 1721 berief Friedrich Wilhelm ihn wieder anlässlich der Umorganisierung des Bauwesens in Preußen als Nachfolger John von Collas’ nach Königsberg zurück. Als Architekt und Stadtplaner hatte Unfriedt von da an in der Position des Oberlandbaudirektors im Königreich Preußen größere Befugnisse. In der Hauptstadt Königsberg arbeitete er in der 1723 gegründeten Kriegs- und Domänenkammer bis zu seinem Tod als oberster Baubeamter und Kammerrat.

## Bauten
Von ihm stammen eine ganze Anzahl nicht mehr erhaltener Bauten in Königsberg, sowie Wohn- und kommunale Gebäude, besonders in den nach seinen Bebauungsplänen meist im Rechteckmuster erweiterten oder neu aufgebauten Städten Tapiau, Ragnit, Gumbinnen, Darkehmen, Stallupönen, Schirwindt und Bialla.
- Französisch-reformierte Kirche (Königsberg), nicht erhalten
- Schloss Schlobitten, 1945 niedergebrannt, die Ruine erhalten
- Kirche in Kaukehmen, erhalten

## Bilder

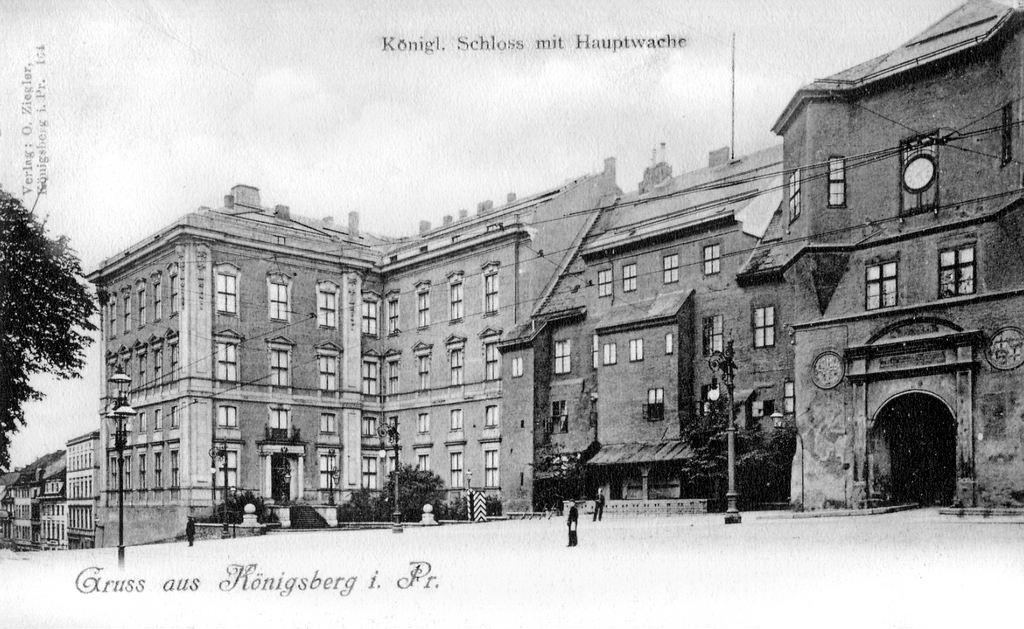
Der Unfried-Flügel im Königsberger Schloss
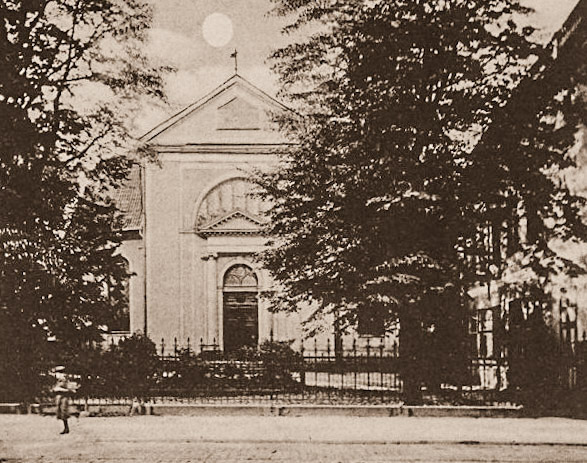
Französisch-Reformierte-Kirche
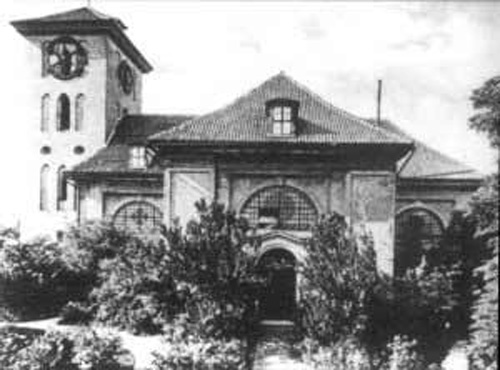
Die Tragheimer Kirche
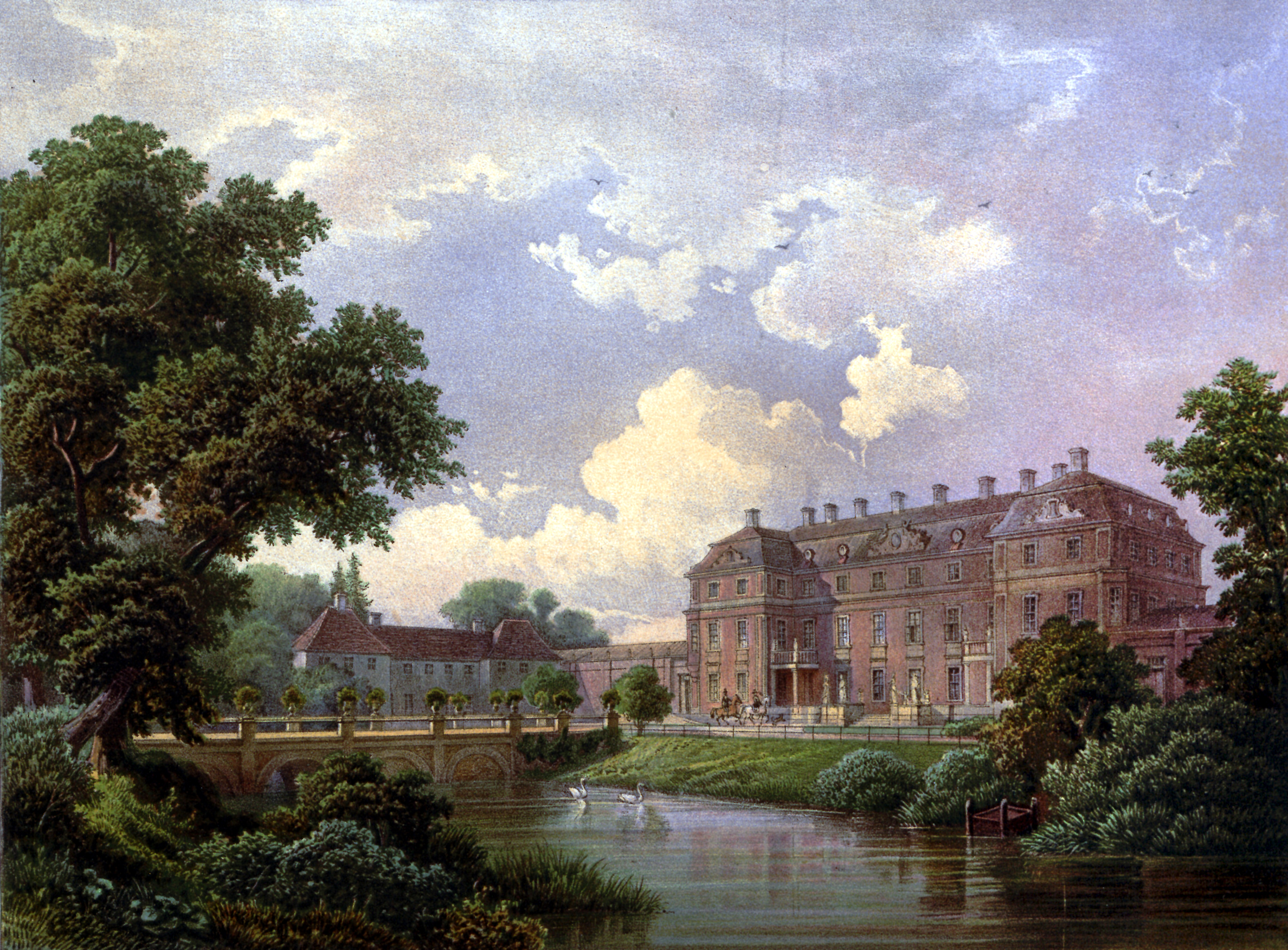
Schloss Schlobitten im 19. Jahrhundert